# Pipra filicauda
Pipra filicauda là một loài chim trong họ Pipridae. Nó được tìm thấy ở thượng nguồn phía tây lưu vực sông Amazon và các quốc gia lân cận phía bắc Peru, đông Ecuador và Colombia, và các phần phía nam và phía tây của Venezuela. Ở Venezuela, nó xuất hiện ở thượng nguồn lưu vực sông Orinoco, nhưng không phải 1300 km cuối cùng; phạm vi của nó ở Venezuela tiếp tục xung quanh dãy núi Andes đến bờ biển phía tây bắc. Ở tây bắc Brazil, loài này trải dài từ Roraima và Amazonas về phía tây đến Venezuela và Colombia, và phía tây nam từ Rondônia và Acre đến Peru và Ecuador.